# Антон Апостолов
Антон Димитров Апостолов е български опълченец, участник в Руско-турската война от 1877 – 1878 година.

## Биография
Роден е в Тетово през 1838 година. В Освободителната война 1877 – 1878 г. участва като опълченец в ІV рота на V дружина. След войната е околийски началник на Кутловица в периода 1882 – 1886 година. Избран е за секретар на Централното настоятелство на Поборническо-опълченско дружество в София – 1901 година. Умира в София на 17 юли 1917 година.